# Army National Guard

Symbolfigur der Army National Guard im Wappen ist der Minuteman

Die Army National Guard (offizielle Abkürzung ARNG) sind die Landstreitkräfte der Nationalgarde der Vereinigten Staaten und damit Teil der Miliz, die von den einzelnen US-Bundesstaaten sowie von den US-Territorien aufgeboten werden. Zusätzlich ist es neben der Army Reserve die zweite Komponente der militärischen Reserve des Heeres der Vereinigten Staaten.

## Organisation
Als organisierte Miliz untersteht sie laut dem Militia Act, einem Bundesgesetz von 1903, den Gouverneuren der Gliedstaaten, die diese Truppenkontingente auszurüsten verpflichtet sind. Parallel dazu kann der Präsident der Vereinigten Staaten unter bestimmten, bundesgesetzlich geregelten Umständen (etwa in Kriegszeiten) auf sie zurückgreifen. Als Wehrreservoir der Landstreitkräfte steht die Nationalgarde als Reservekomponente gleichberechtigt mit  Heeresreserve.
Die Mitglieder der Nationalgarde sind freiwillig Dienst leistende Milizsoldaten. Jeder Bundesstaat, die meisten Territorien (bspw. Puerto Rico) sowie der District of Columbia unterhalten eine dem jeweiligen Vorsitzenden der Exekutive, meist dem Gouverneur, unterstehende eigene Nationalgarde, zu der neben der Army National Guard in den meisten Staaten auch noch die Air National Guard gehört. Die jeweiligen Army National Guard der Bundesstaaten arbeiten bereits im täglichen Betrieb eng mit der US Army zusammen, haben die Standards dieser Teilstreitkraft in Ausrüstung und Ausbildung einzuhalten, um jederzeit eingegliedert werden zu können. Die Army Nationalgarde besteht im Schwerpunkt aus Kampfverbänden, einschließlich Spezialkräften und staatenübergreifenden Großverbänden bis hin zu Divisionen. In der Nationalgarde besteht die Mehrzahl der Soldaten aus Milizsoldaten. Manche Verbände sind teilaktive oder aktive Verbände mit einer Anzahl an längerdienenden Soldaten und Berufssoldaten.

### Großverbände
Die Army National Guard hat acht Divisionskommandos, denen aktuell 27 Brigade Combat Teams (Kampfbrigaden) mit je etwa 3500 bis 4000 Soldaten sowie acht Heeresflieger-Brigaden (Aviation brigades) zur unterstellt sind. Zum Unterstützungsbereich zählen etwa 200 Verbände in Bataillons- und Brigadestärke, z. B. Kampfunterstützungs- und Artilleriebrigaden. Von den Brigade Combat Teams gibt es drei unterschiedliche Typen:
- 5 Armored Brigade Combat Teams (ABCT, vor 2012 als Heavy Brigade Combat Team bezeichnet) als „schwere“ Brigaden mit M1 Abrams-Kampfpanzern und Schützenpanzern der Typen M2 und M3 Bradley sowie Panzerhaubitzen vom Typ M109 155 mm
- 20 Infantry Brigade Combat Teams (IBCT) als Infanteriebrigaden mit High Mobility Multipurpose Wheeled Vehicles (Humvee), sowie gezogene M119 105-mm- und M777 155-mm-Haubitzen als Artillerie
- 2 Stryker Brigade Combat Teams (SBCT) als Stryker-Brigaden mit dem Radpanzer Stryker Armored Vehicle, der teilweise auch als Plattform für 120-mm-Mörser, 105-mm-Kanone M68A1E4 oder Panzerabwehrsystem TOW dient, sowie zusätzlich einem Fires battalion (Artilleriebataillon) mit M777 155-mm-Haubitzen

Die zur Army National Guard zählenden Heeresflieger-Brigaden sind eine multifunktionale Mischung aus Angriffs- (Apache), Aufklärungs-, Allzweck- (Black Hawk) und Lastenhubschraubern (Chinook) sowie der Fähigkeit zur sanitätsdienstlichen Evakuierung. Diese Einheiten spielen auch eine wichtige Rolle bei Naturkatastrophen und ähnlichen Ereignissen.
Die acht Divisionskommandos sind je einem Bundesstaat zugeordnet. Ihnen sind aber bei Aktivierung, ob nun im Katastrophenfall oder als Reserve der Bundesstreitkräfte, Brigaden und Verbände anderer Bundesstaaten unterstellt:
- 28. US-Infanteriedivision (Pennsylvania National Guard)
- 29. US-Infanteriedivision (Virginia National Guard)
- 34. US-Infanteriedivision (Minnesota National Guard)
- 35. US-Infanteriedivision (Kansas National Guard)
- 36. US-Infanteriedivision (Texas National Guard)
- 38. US-Infanteriedivision (Indiana National Guard)
- 40. US-Infanteriedivision (California National Guard)
- 42. US-Infanteriedivision (New York National Guard)

### Spezialkräfte

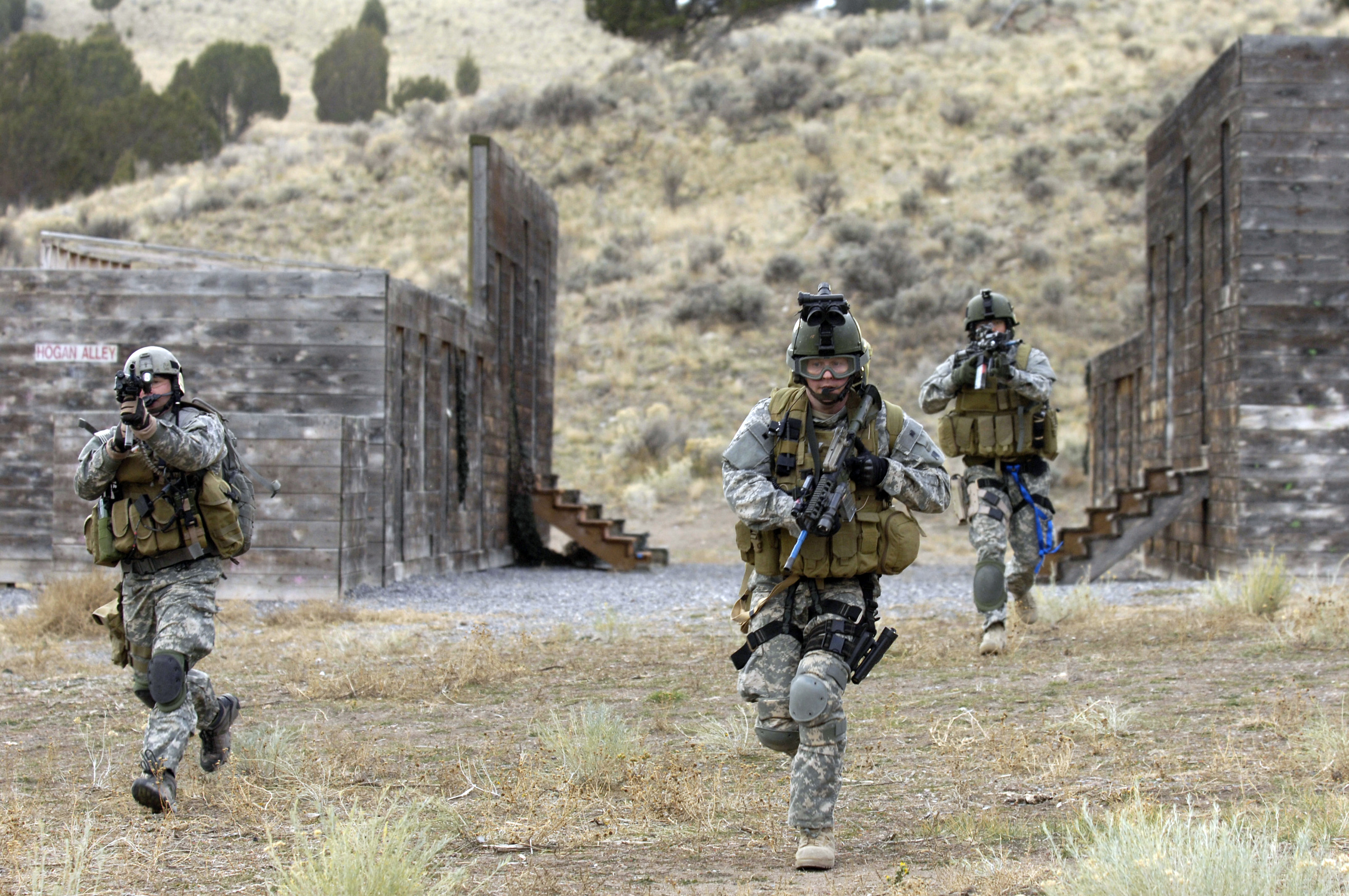
Angehörige der 19th SFG bei einer CSAR-Übung in Camp Williams, Utah, 2007

Gardist der Spezialkräfte der Mississippi Army National Guard bei der Evakuierung von Personen nach dem Hurrikan Isaac 2012

Die Reserve des Special Forces ist in zwei Gruppen zusammengefasst, welche zur Nationalgarde gehören. Viele der Soldaten haben vorher in allen Teilstreitkräfte in Spezialeinheiten gedient. Es ist aber möglich, sich als Gardist zum Operator ausbilden zu lassen. Hierzu durchläuft man die Selektion und Ausbildung zusammen mit Anwärtern des aktiven Militärdienstes und hat die gleichen Standards einzuhalten. Die beiden Hauptquartiere der Gruppen stellen die Utah National Guard und die  Alabama National Guard. Abteilungen dieser Gruppen bis Kompaniegröße (englisch Special Force Detachments) sind auf verschiedene Bundesstaaten disloziert, so dass deren Staatsmilizen damit über militärische Spezialkräfte verfügen.
- Das Hauptquartier der 19th Special Forces Group (Airborne) befindet sich in Camp Williams, Utah. Abteilungen sind Teil der Washington National Guard, California National Guard, Texas National Guard, Ohio National Guard und West Virginia National Guard.
- Das Hauptquartier der 20th Special Forces Group (Airborne) befindet sich in Birmingham, Alabama mit Abteilungen der Mississippi National Guard, Indiana National Guard, Massachusetts National Guard, Maryland National Guard, North Carolina National Guard und Florida National Guard in ihrem jeweiligen Heimatstaat.

## Geschichte
Die Army National Guard ist das älteste aller amerikanischen Truppenkontingente und beruft sich auf Milizverbände des Jahres 1636, also in der Zeit der Kolonisierung Nordamerikas durch europäische Siedler. Seit der Gründung in ihrer heutigen Form durch den Kongress am 21. Januar 1903 tragen sie die Bezeichnung National Guard und wurden nachfolgend in jedem größeren Konflikt eingesetzt. Im Ersten Weltkrieg waren zwei Fünftel der in Frankreich kämpfenden Truppen Nationalgardisten; im Zweiten Weltkrieg wurden etwa 190.000, im Koreakrieg 140.000 von ihnen eingesetzt. Nach den Anschlägen vom 11. September 2001 wurde die Nationalgarde im Krieg gegen den Terror u. a. auch im Irak und in Afghanistan eingesetzt.
Die Gouverneure der Bundesstaaten setzen bei Naturkatastrophen und ähnlichen Ereignissen immer wieder die Nationalgarde ihres Bundesstaates ein. Als 2005 der Hurrikan Katrina im Golf von Mexiko wütete, wurden mehr als 51.000 Nationalgardisten aus sämtlichen Bundesstaaten mobilisiert.